# لويس ألبرتو غوتيريز
لويس ألبرتو غوتيريز (بالإسبانية: Luis Alberto Gutiérrez)‏ (15 يناير 1985 بسانتا كروز دي لا سييرا في بوليفيا - ) هو مدرب كرة قدم ولاعب كرة قدم بوليفي في مركز الظهير. شارك مع منتخب بوليفيا لكرة القدم. أما مع النوادي، فقد لعب مع أتلتيكو باتروناتو ونادي باهيا ونادي بوليفار ونادي هبوعيل إيروني كريات شمونة وأورينتي بيتروليرو.

## وصلات خارجية
- لويس ألبرتو غوتيريز على موقع قاعدة بيانات كرة القدم.إي يو (الإنجليزية)
- لويس ألبرتو غوتيريز على موقع ناشيونال فوتبول تيمز (الإنجليزية)
- لويس ألبرتو غوتيريز على موقع Soccerway.com (الإنجليزية)
- لويس ألبرتو غوتيريز على موقع AS.com (الإسبانية)